# Mussaenda nivea
Mussaenda nivea là một loài thực vật có hoa trong họ Thiến thảo. Loài này được A.Chev. ex Hutch. & Dalziel mô tả khoa học đầu tiên năm 1931.